# Fiat G.55

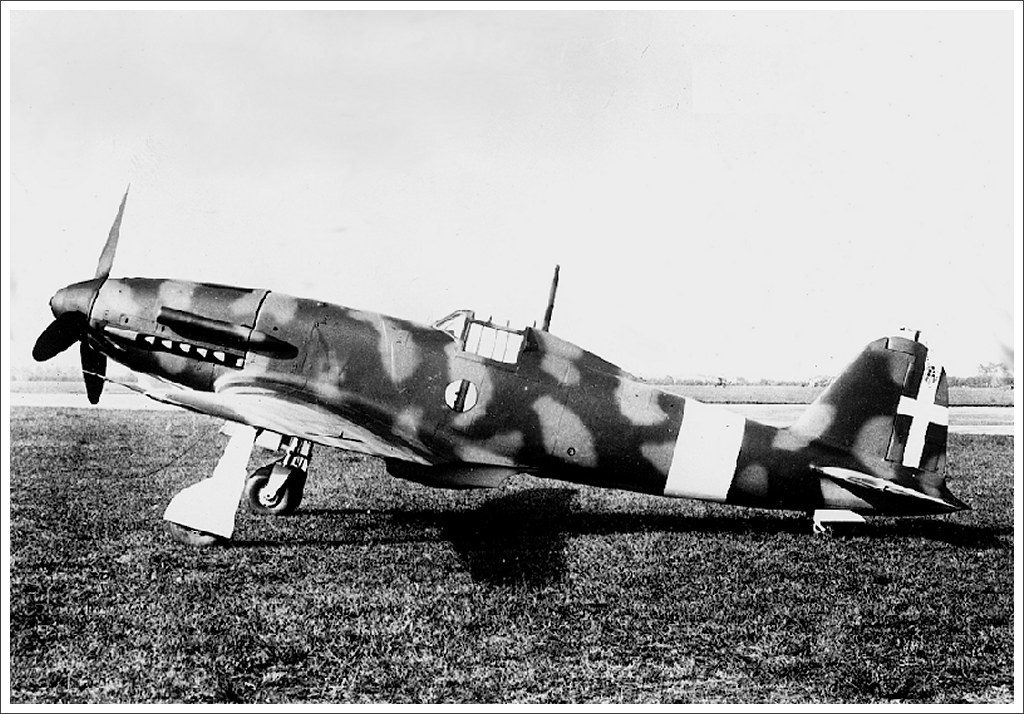
G.55 prototipo (il secondo), con le insegne della Regia Aeronautica.

Il Fiat G.55 Centauro era un aereo da caccia diurno, monoposto, monomotore, da intercettazione e superiorità aerea impiegato dalla Regia Aeronautica e dall'Aeronautica Nazionale Repubblicana (A.N.R.) tra il 1943 e il 1945.

## Storia
Progettato sin dal 1940 all'ingegnere Giuseppe Gabrielli, da cui la "G" della sigla, il Fiat G.55 è stato definito "il miglior caccia prodotto in Italia durante la guerra". Questo aereo, in volo dall'aprile del 1942, nel corso del suo breve servizio operativo, svolto quasi esclusivamente sotto le insegne dell'aviazione della Repubblica Sociale Italiana, si dimostrò un intercettore assai efficace in quota. Nelle battaglie aeree svoltesi nei cieli dell'Italia del Nord, nell'ultimo anno di guerra, il Centauro si scontrò con avversari come il Supermarine Spitfire e gli americani P-38, P-47 e P-51, dimostrandosi in ogni occasione un potente avversario.
In produzione dai primi mesi del 1943, le prime consegne furono nell'agosto dello stesso anno. Fu molto apprezzato dai piloti ma se ne produssero solo 164 esemplari. La stessa Luftwaffe, dopo prove comparative, nel 1943, lo considerò "il miglior caccia dell'Asse".
L'ultima versione, il G.56, è del marzo 1944. Con un più potente motore Daimler-Benz DB 603, da 1 750 CV, raggiungeva la velocità di 685 km/h e nei test surclassava sia il Me 109G sia il Fw 190A. Ne fu costruito un solo esemplare, il prototipo.
Anche Gabrielli, come aveva fatto il collega dell'Aeronautica Macchi, ingegnere Mario Castoldi con il Macchi MC.200, aveva modificato un caccia con motore radiale (nel caso di Gabrielli, il Fiat G.50) per potervi montare il motore tedesco Daimler-Benz DB 601 A1 (progetto del G.50V). L'esperimento tuttavia non si concretizzò in un nuovo caccia di serie, come avvenne per Castoldi. La Fiat poté però rispondere al bando di concorso della Regia Aeronautica per i cosiddetti caccia "serie 5" (dotati del motore Daimler-Benz DB 605 A da 1 475 CV) con un velivolo completamente nuovo, che solo marginalmente poteva ricordare il Freccia (forse uno dei caccia meno riusciti della Regia Aeronautica, soprannominato dai piloti, per le scarse qualità di volo, "ferro da stiro"). Gabrielli aveva inizialmente lavorato al nuovo progetto basandosi su un motore ancora allo stadio sperimentale, il Fiat A.38 R.C. 15-45,, progettato da Antonio Fessia, che avrebbe dovuto fornire circa 1 200 cavalli tra i 1 500 e i 4 500 metri di quota.
Non essendo però possibile, in tempi brevi, l'omologazione del nuovo motore, Gabrielli adattò il progetto (già denominato G.55) al motore tedesco Daimler-Benz DB 605 A, che in Italia la Fiat avrebbe prodotto su licenza come Fiat R.A. 1050 Tifone, e che aveva praticamente lo stesso ingombro dell'A.38.
Per le necessità di questo motore i G.55 era dotato di un'ampia presa d'aria montata centralmente sotto la fusoliera.
Il G.55 volò per la prima volta il 30 aprile del 1942, pilotato dal famoso collaudatore Valentino Cus. Vi furono difficoltà e i ritardi, non ultimo quello dell'allestimento delle catene di montaggio. La Regia Aeronautica, tra l'altro, stipulò contratti con tutti e tre i costruttori italiani di aerei da combattimento, disperdendo le risorse necessarie e ritrovandosi con pochi esemplari di ognuno dei tre modelli prodotti.
La Fiat ottenne la licenza per produrre internamente il motore tedesco Daimler-Benz, denominandolo RA1050 "tifone".

## Progetto G.55

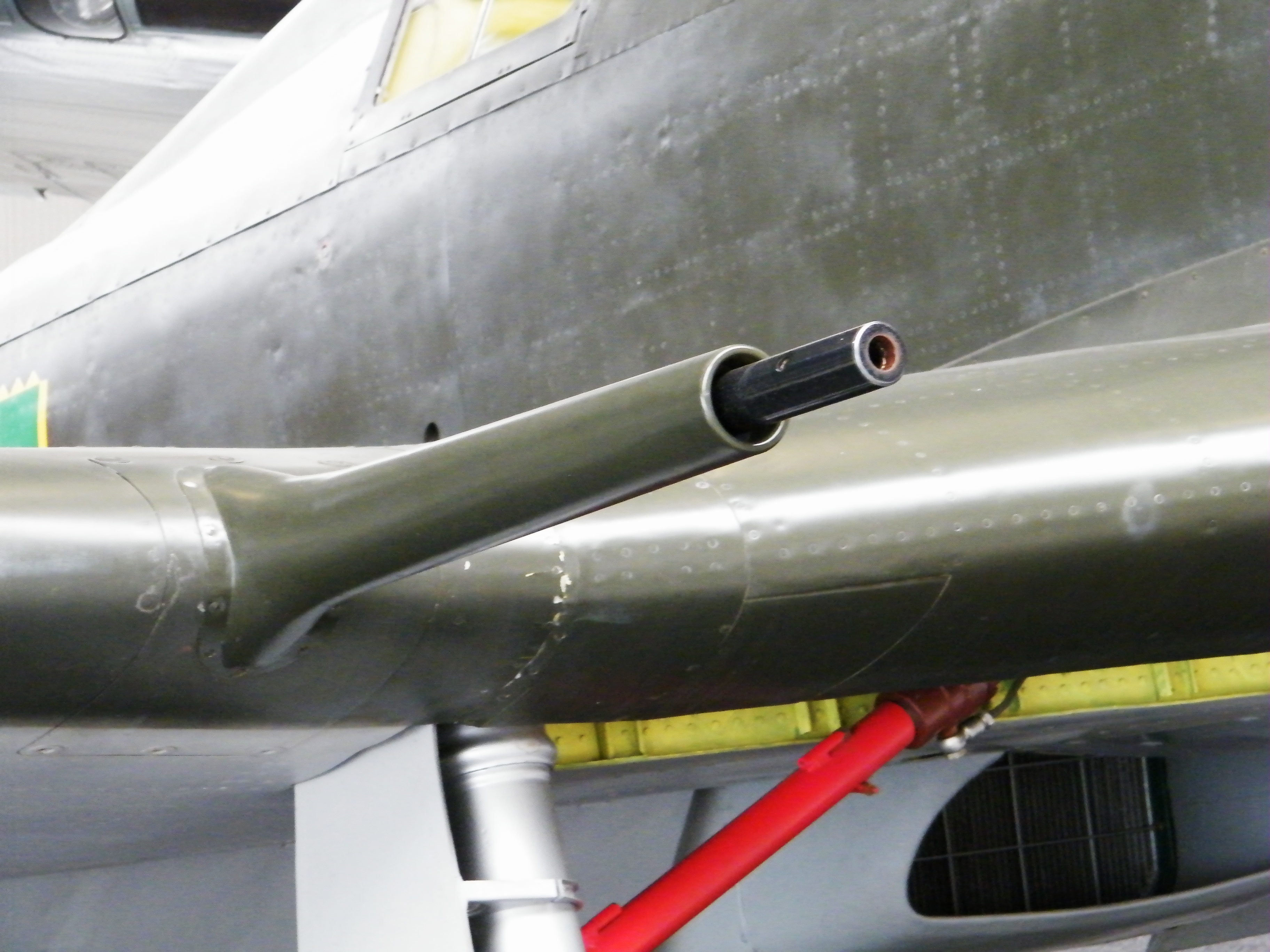
Il cannone da 20 mm del G.55 fotografato al Museo storico dell'Aeronautica Militare

Nel febbraio del 1943, la Luftwaffe inviò in Italia una missione per produrre test comparativi con i nuovissimi caccia italiani della "serie 5". La delegazione tedesca confrontò in volo un Messerschmitt Bf-109G-4 e un Focke Wulf Fw-190A-5, i modelli di punta del tempo, con il Fiat, il Reggiane 2005 e il Macchi M.C.205. Seppure tutti e tre i caccia italiani risultassero superiori a quelli tedeschi per maneggevolezza e velocità di salita, la Luftwaffe valutò il G.55 come "ottimo", il Re.2005 come "buono" e il M.C.205 come "medio".  Il capo missione, tenente colonnello Oberst Petersen, telegrafò al maresciallo del Reich, Hermann Goering, che "il miglior caccia dell'Asse era il G.55". La Luftwaffe prese in considerazione la possibilità di sospendere la produzione di tutti i loro caccia a elica a favore del Fiat, anche in vista della possibilità di trovarsi tra le mani, montando il Daimler Benz DB 603 da 1 750 cavalli, un "super-caccia" (il Fiat G.56) da quasi 700 km/h, maneggevole, ottima piattaforma da tiro e capace di arrampicarsi più velocemente di tutti gli altri caccia con motore a pistoni fino a 13 500 metri, più in alto di qualunque bombardiere alleato. In attesa del G.56, la Luftwaffe decise di dotare del Centauro diversi dei suoi stormi da caccia. Nell'autunno del 1943 le autorità tedesche a Berlino ordinarono 500 Centauro dei quali, in realtà, solo 148 furono completati. Gli italiani avevano pianificato una produzione di 3 600 macchine per la Regia Aeronautica, un obiettivo fin troppo ambizioso, perché i raid inglesi su Torino alla fine del 1942 avevano distrutto gli impianti di assemblaggio e avevano così reso impossibile la produzione rapida di questo caccia. Di conseguenza, soltanto 32 esemplari vennero consegnati alla Regia Aeronautica prima dell'Armistizio". Alla fine il progetto della Luftwaffe di dotarsi del Centauro decadde, anche per la considerazione del numero elevato di ore/lavoro necessario per costruire un esemplare del caccia italiano, pari al triplo di quelle occorrenti per costruire un Bf-109. Eppure, i tecnici della Luftwaffe calcolarono che l'industria nazionale italiana, abbandonando la produzione di biplani e bombardieri ormai superati, avrebbe potuto arrivare a produrre 800 caccia al mese. La produzione del G.55 continuò dopo l'armistizio ma, a causa dei bombardamenti, dei sabotaggi, degli scioperi, la fabbrica torinese arrivò a costruire, fino alla fine della guerra, circa 180 G.55, molto meno del quantitativo previsto per un mese.
Il precipitare degli eventi, nel corso del 1943, fece sì che fosse il caccia Macchi ad arrivare per primo ai reparti, visto il vantaggio di poter utilizzare le linee di montaggio dello M.C.202. I primi G.55 (16 esemplari di preserie e 15 del lotto iniziale di produzione) vennero consegnati ai reparti nell'aprile del 1943, ma ci volle del tempo prima che divenissero operativi. Le macchine della serie 0 erano armate con 4 Mitragliatrici Breda-SAFAT da 12,7 mm, due superiori e due inferiori in fusoliera, e da un cannoncino Mauser MG 151 da 20 mm sparante attraverso il mozzo dell'elica.
Nei G.55 della serie 1, la cui produzione sarà riavviata in novembre per conto della Repubblica Sociale Italiana, le due mitragliatrici inferiori in fusoliera erano sostituite da altrettanti cannoncini da 20 mm nelle ali.

## Impiego operativo
Il Fiat G.55, nel corso del suo breve, ma intenso impiego operativo, svolto quasi interamente sotto la bandiera dell'Aeronautica Nazionale Repubblicana, si rivelò un intercettore interessante, soprattutto ad alta quota. Negli scontri con il britannico Spitfire e con gli americani P-38 Lightning, P-51 Mustang e P-47 Thunderbolt, si rivelò in ogni occasione un avversario molto temibile. Prima dell'armistizio, ebbe un impiego molto limitato.
Il primo Centauro ad avere impiego operativo fu il terzo prototipo. L'esemplare venne assegnato il 21 marzo 1943 al 20º Gruppo del 51º Stormo CT a Roma-Ciampino, per valutazioni in condizioni reali. A maggio, il terzo G.55 seguì il reparto a Capoterra, vicino a Cagliari.
Il G.55 ebbe il suo battesimo del fuoco il 5 giugno 1943 quando contribuì, insieme ai Macchi 202 e 205 del 51º Stormo, ad abbattere uno dei B-26 Marauder che avevano attaccato l'aeroporto di Capoterra. In seguito partecipò a diversi altri combattimenti contro gli alleati. Sempre a maggio volò uno dei due primi aerei di preserie, preceduto il 10 aprile da un altro esemplare. I due esemplari furono assegnati alla 353ª Squadriglia CT di stanza a Foligno dove, entro agosto, vennero raggiunti da altri nove aerei.

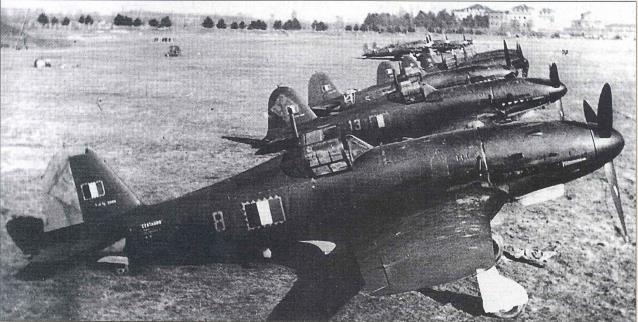
G.55 dell'ANR in rassegna.

A giugno, i primi "Serie I" furono assegnati al Gruppo Complementare del 51º Stormo a Foligno, vicino a Perugia, ma a luglio gli 11 G.55 del Gruppo Complementare furono trasferiti alla 353ª Squadriglia, che aveva già in carico le macchine di "pre-serie" per operare da Roma-Ciampino Sud, in difesa della Capitale. La 353ª Squadriglia, comandata dal Capitano Egeo Pittoni, compì numerose missioni contro gli stormi di bombardieri americani. Ma i voli furono bloccati quando Roma fu dichiarata "Città aperta". Il 27 agosto, le Squadriglie 351ª e 352ª lasciarono la Sardegna e giunsero a Foligno per essere equipaggiate con i G.55. Ma alla data dell'8 settembre i Centauro non erano ancora stati consegnati. Durante la prima settimana di settembre, invece, 12 Centauro erano stati assegnati alla 372ª Squadriglia del 153º Gruppo in Torino-Mirafiori. Alla data dell'armistizio, la Regia Aeronautica aveva ricevuto 35 G.55s. Uno soltanto volò in Sud Italia, seguendo l'invito del Maresciallo d'Italia Pietro Badoglio di arrendersi agli alleati. Non si conosce ancora con esattezza il numero dei G.55 catturati dalla Luftwaffe o acquisiti dall'Aeronautica Nazionale Repubblicana. Circa 18 G.55 vennero incamerati dall'ANR mentre 12-20 - o addirittura 42, secondo alcuni documenti ufficiali - vennero requisiti dalla Luftwaffe.
Con la nascita della Repubblica Sociale Italiana e la costituzione di una nuova forza aerea, venne autorizzata la ripresa della produzione del G.55, che equipaggiò il 2º Gruppo Caccia e alcune squadriglie autonome (mentre il Macchi M.C.205 armava il 1º Gruppo) per tutto il 1944. I successi riportati dai cacciatori italiani sulle formazioni aeree Alleate testimoniano quanto il Centauro fosse competitivo. Il 2º Gruppo Caccia ottenne in definitiva il maggior numero di vittorie accertate fra i reparti dell'Aeronautica Nazionale Repubblicana (A.N.R.).
Le perdite furono però alte e gli scontri con i P-47 e P-51, oltre ai bombardamenti, causarono crescenti vuoti.
I devastanti bombardamenti sugli stabilimenti della Fiat il 25 aprile del 1944 ne interruppero la produzione, e i reparti che impiegavano il Centauro si dovettero ricostituire, una volta usurati i propri aerei, sui Messerschmitt Bf 109.
Lo stesso bombardamento del 25 aprile dimostrò cosa significasse all'epoca la difesa aerea del Nord Italia. I bombardieri alleati arrivarono in più di 100 esemplari sugli stabilimenti Fiat e scaricarono oltre 200 tonnellate di bombe. Pochi Macchi e sette G.55 tentarono l'intercettazione. Tra bombardieri abbattuti e dispersi per varie cause, gli Alleati persero almeno sette B-24, ma la scorta abbatté 3 Fiat senza perdite; i caccia distrutti in azienda furono 15, oltre ad altri aerei vari. La produzione, che aveva totalizzato 164 aerei in 6 mesi, fu interrotta quasi definitivamente, con una leggera ripresa nonostante i tedeschi avessero proibito tale decisione e avessero sostanzialmente "imposto" agli italiani il riequipaggiamento con i Bf 109.
Furono completati 37 aerei e altri 73 solo parzialmente nell'ultimo anno di guerra.

Non tutti i piloti ne ebbero un buon ricordo: pur riconoscendolo come dei migliori italiani, evidenziarono il ritardo rispetto alle produzioni straniere. Mario Bellagambi pilotò il G 55 nel 150º gruppo caccia e nell'ANR (comandò la 5ª squadriglia "Diavoli"), oltre al Bf 109G e, nel dopoguerra i P51 Mustang e i P47.
"Lo impiegammo in combattimento due o tre volte per intercettare i bombardieri , ed in tale ruolo si comportò abbastanza bene. Aveva un'ottima maneggevolezza, una eccellente stabilità e un potente armamento. La faccenda cambiava coi caccia alleati fosse anche il pesante e poco agile Lightning P.38: oltre i 3.000 m. il G.55 accusava pesantezza d'ali e mancanza di potenza surplus, che lo trasformava in un caccia di media class, non particolarmente competitivo al confronto col mediocre ma potente e veloce P.38, con il massiccio rapido ed esuberante P.47 e con il velocissimo, agile e poderoso P.51. Il velivolo risentiva, come tutti i caccia italiani, dei difetti e dei pregi: buona maneggevolezza, brillante predisposizione acrobatica, splendida linea aerodinamica che si contrapponevano alla limitata consistenza operativa per il quasi completo sfruttamento della potenza motrice disponibile, per la costituzione non particolarmente robusta ad un prolungato sforzo d'impiego, per le difficoltà di manutenzione, per la scarsa efficienza del sistema d'armamento causa di numerosi inceppamenti, per l'insufficienza degli apparati di puntamento per il tiro, per il discontinuo rendimento dei collegamenti radio, dati importanti nel combattimento e determinanti a stabilire il reale valore di un caccia. Se venivano a mancare, il caccia non era che un veloce aeroplano da turismo, acrobatico, esuberante come potenza e consumo, ed eccessivo sicuramente come prestazioni fornite. Non vorrei essere tacciato di pessimismo, ma le mie convinzioni sono maturate progressivamente allorché all'esperienza entusiasmante ed indimenticabile fatta in guerra col Messerschmitt, ho aggiunto nel dopoguerra, la conoscenza ancor più incisiva e traumatizzante del Thunderbolt e del Mustang che più volte avevo affrontato, combattuto e vinto"
Venne sperimentata anche la variante G.56, equipaggiata con un Daimler-Benz DB 603.

### Impiego post-bellico

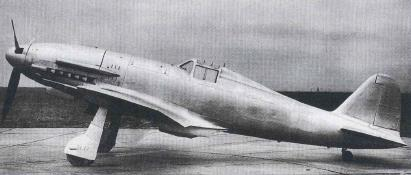
Fiat G.55A 1947

Analogamente a quanto accadde per il Macchi M.C.205, anche il Centauro venne fornito in modesto numero (quello consentito dalle macchine ancora in discrete condizioni e dalla disponibilità dei motori) a due delle neonate aviazioni arabe del Medio Oriente, quella egiziana, con 37 G.55A e 2 G.55B, e quella siriana, con 12 G.55A ed 1 G.55B, che lo impiegarono come caccia-bombardiere contro Israele nel 1948. I G.55A forniti alle nazioni mediorientali avevano 4 mitragliatrici Breda calibro 12,7 mm e due travetti portabombe da 100 kg. I cannoni Mauser non erano apparentemente disponibili e di conseguenza le prestazioni erano migliori ma l'armamento era troppo modesto. Lo stesso successe anche per i Macchi, che nel modello "ristrutturato" dai precedenti M.C.202 conservavano lo stesso armamento originale, due mitragliatrici da 12,7 mm. Praticamente nulla è conosciuto sul loro impiego operativo.
Quarantacinque esemplari, dei quali 30 G.55A monoposto e 15 G.55B biposto, furono acquistati dall'Argentina, dove prestarono servizio tra il luglio 1947 e il dicembre 1954 inquadrati inizialmente nella Agrupación Aérea de Combate e successivamente nel Regimento 1 de Caza (poi Grupo 1 de Ataque) e nel Regimento 2 de Caza (poi Grupo 2 de Caza) basati sull'aeroporto "El Plumerillo" di Mendoza, venendo utilizzati principalmente come velivoli da conversione operativa, con l'armamento limitato a due mitragliatrici calibro 12,7mm. Il G.55, definito un avion ganador, fu molto apprezzato dai piloti argentini per la potenza, velocità e manovrabilità, ed in combattimenti simulati risultò superiore allo Spitfire Mk.IX sia in cabrata che in virata. I maggiori problemi riscontrati furono legati alla manutenzione dei motori, che dovevano essere smontati per ispezione frequentemente (ogni 100 ore di volo) e che anche nella manutenzione ordinaria presentavano diverse parti difficili da raggiungere.

## Varianti e sviluppi successivi
Dal G.55 derivò, all'inizio del 1944, su richiesta della Luftwaffe un prototipo equipaggiato col più potente Daimler-Benz DB 603, da 1 750 CV, il G.56. Il prototipo (MM.536) manteneva la stessa altezza e apertura alare. Era più lungo di 8 centimetri. Il peso a vuoto passava da 2 730 kg a 2 900 kg. Il carico utile scendeva da 990 kg a 950, mentre il peso totale saliva a 3 854 kg. Le due Breda-SAFAT da 12,7 in fusoliera erano state tolte. L'armamento era composto, ora, da tre cannoncini da 20 mm. MG.151 con un carico di 600 colpi per le tre armi. Il Fiat G. 56, con insegne tedesche, veniva collaudato il 28 marzo 1944, dal comandante Valentino Cus, raggiungendo velocità di 690–700 km/h. La Luftwaffe, confermando il grande interesse che aveva suscitato in loro il G. 55, ne ordinò un secondo prototipo predisposto a ospitare una cabina semistagna per missioni sub-stratosferiche. Questo secondo esemplare (MM. 537) fu portato in Germania, a Reichlin. L'ingegnere Giuseppe Gabrielli continuava, intanto, a migliorare il velivolo studiando, tra l'altro, nuovi profili alari. Se messo in produzione, il Fiat G. 56 sarebbe stato un avversario ostico per le aviazioni nemiche. Ma i bombardamenti americani del 25 aprile 1944, oltre a distruggere quasi completamente gli stabilimenti della Fiat, danneggiavano il prototipo MM. 536, bloccando, di fatto, lo sviluppo del più veloce caccia a elica mai prodotto in Italia. Sul G.55 venne anche sperimentata, nonostante il diniego dell'ingegner Gabrielli, la possibilità di trasformarlo in caccia-silurante.
Un esemplare venne modificato a questo scopo (G.55S), con lo sdoppiamento del radiatore (spostato sotto le semiali), il ruotino di coda allungato e il montaggio del meccanismo di sgancio per un siluro da 450 mm. Anche questo progetto non ebbe seguito per le vicende belliche. Il G.55B era invece una versione da addestramento biposto.
Dal G.55 si pensò anche di derivare un caccia e caccia-bombardiere con motore radiale. Per esigeneze di standardizzazione si pensò di usare la cellula base del G.55, anche se il motore radiale (un Fiat A 83 RC 24-52 da 1 250 CV "vortice", che sarebbe stato disponibile dall'estate del 1943, ma che non fu mai omologato per i monomotori e prodotto in piccolissima serie) si adattava male a un aereo pensato per i motori in linea. Questo aereo sarebbe stato prodotto negli stabilimenti pisani della CMASA, e curato anche dall'ingegner Stiavelli, allo scopo di disporre di un aereo relativamente moderno in caso di indisponibilità o diminuzione della produzione dei DB 605 e DB 603. Avrebbe avuto un armamento di due Mg 151 da 20 mm e due Breda-Safat da 12,7 mm, e la possibilità di trasportare un siluro o svariate bombe, a una velocità sulla carta di 600 km/h (in verità probabilmente inferiore), ma ottimizzato per le quote medio-basse (a 6 000 m s.l.m. le prestazioni sarebbero probabilmente decadute a 480 km/h). Rimase solo un progetto (che alcuni riportano con il nome di G. 57).
Nel dopoguerra il progettista del Centauro accettò di modificarne la cellula per poter montare un motore Rolls-Royce Merlin. Nel 1950 nacque così il Fiat G.59, che servì come addestratore di primo e secondo periodo dell'Aeronautica Militare Italiana.

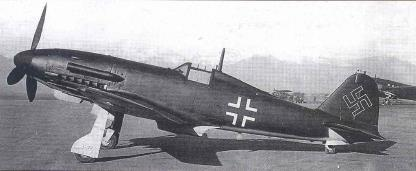
Fiat G.56 con motore DB.603
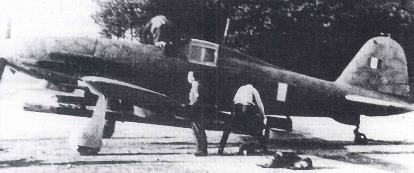
Fiat G.55 aerosilurante
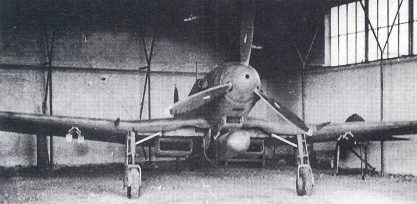
Fiat G.55 aerosilurante nel 1945
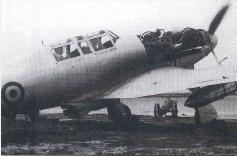
Fiat G.55 biposto

## L'esemplare superstite

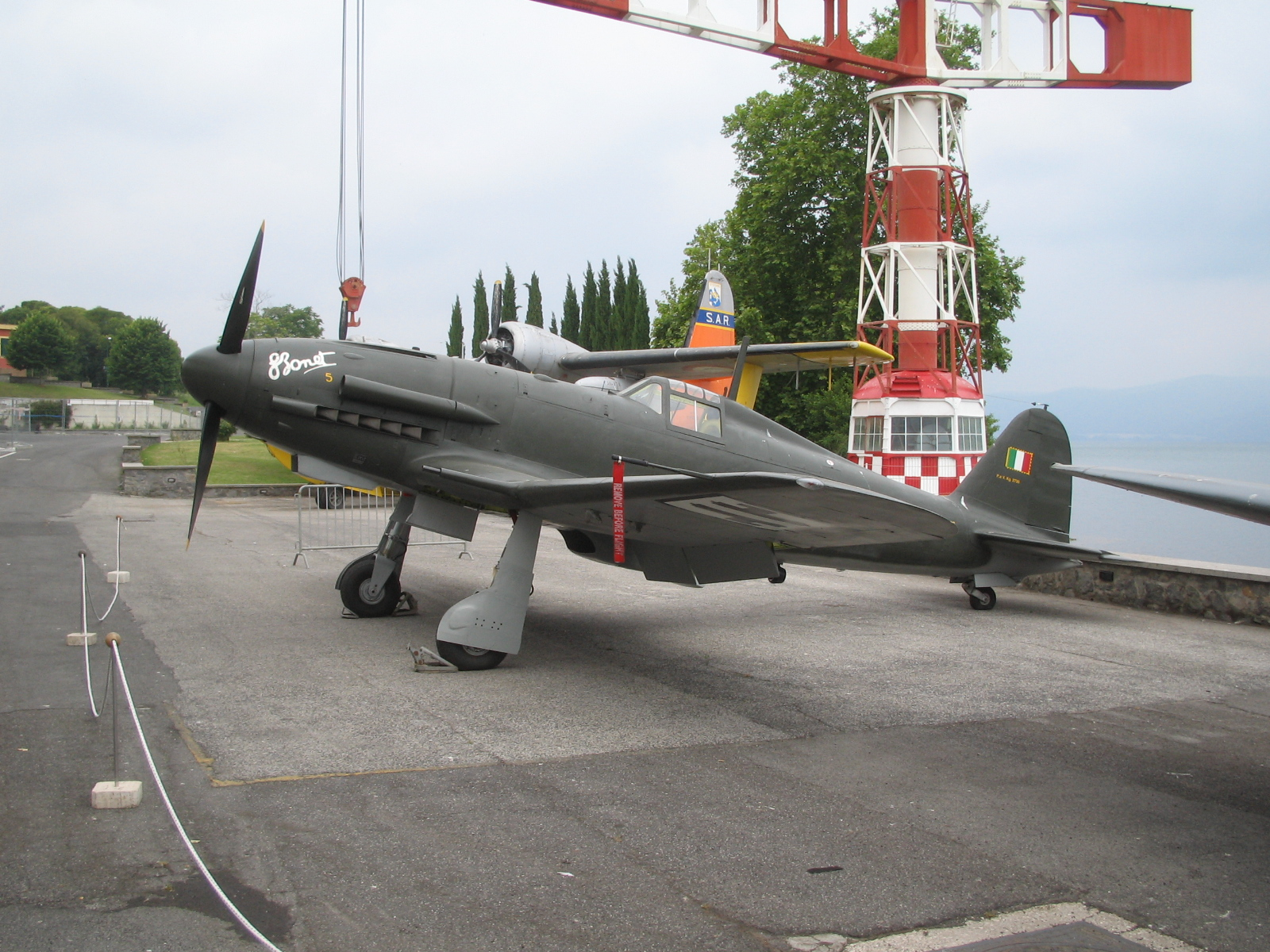
Un Fiat G.55 con la livrea ANR esposto presso il Museo storico dell'Aeronautica Militare

L'unico Fiat G.55 esistente al mondo è conservato nel Museo storico dell'Aeronautica Militare, sul lago di Bracciano (Roma).
Il velivolo è il risultato del programma di ricostruzione/restauro del relitto del velivolo “Fiat G.59A - MM. 53265” (velivolo derivato dalla cellula G 55 del quale ha mantenuta la pressoché totale architettura aerodinamica, salvo la parte anteriore della fusoliera, variata per installare il motore Rolls-Royce Merlin in luogo del Daimler-Benz DB 605).
Il progetto di trasformazione del Fiat G.59A, già esposto nel Parco della Rimembranza di Novara, in Fiat G.55 - 1ª Serie è stato avviato su iniziativa del generale Giuseppe Pesce dello SMA nel 1978.
I lavori di restauro/ricostruzione furono ultimati nel 2002 con la consegna definitiva del velivolo al Museo Storico AMI avvenuta il 12 aprile alla presenza del generale Riccardo Tonini e di altri esponenti del Museo, della Forza Armata e delle autorità delle Istituzioni locali.
La lunga e travagliata impresa ha visto la partecipazione di vari soggetti, che di seguito sono evidenziati nell'ordine temporale di intervento:
- Museo Storico AMI di Vigna di Valle, fino al 1984.
- 10° RMV di Galatina di Lecce, fino al 1991, dove vennero effettuati molti interventi di riparazioni strutturali e di ricostruzione parziale del rivestimento delle fiancate della fusoliera oltre alla costruzione ex novo di alcuni sportelli e capottature motore.
- Alenia Aeronautica Stabilimento di Torino, dal 1992 fino al 1994.

Dopo il trasferimento del velivolo nello stabilimento torinese (le stesse officine dove i Fiat G.55 / G.59 furono costruiti) l'Alenia Aeronautica affidò al GAVS Torino l'incarico di seguire e coordinare le attività del team che in Azienda operava sul G.55.
L'impegno Alenia Aeronautica si concretizzò nella costruzione di molte importanti parti; per esempio: le longherine e gli attacchi di supporto del motore Daimler-Benz DB 605 - la tralicciatura del castello motore - la formatura delle capottature motore - il parabrezza della cabina pilota - la carenatura posteriore al posto di pilotaggio - le tre pale e il simulacro del mozzo dell'elica - il radiatore del lubrificante - l'ogiva motore e molti altri elementi utilizzati per l'allestimento della cabina pilota.
- GAVS Torino (Gruppo Amici Velivoli Storici - Sezione Torino), dal 1994 fino al 2002.

Il GAVS Torino, con il trasferimento del velivolo nel proprio laboratorio sito presso lo stabilimento “Revelli Metallik” di Leinì, subentrò direttamente nel programma continuando non solo l'attività di coordinamento ma assumendo a proprio carico i lavori di restauro/ricostruzione rimasti in sospeso o non ancora avviati, fino alla consegna del velivolo al Museo di Vigna di Valle. La fase di intervento diretto ha coinvolto i soci del GAVS Torino per oltre sette anni, sviluppando a titolo completamente gratuito circa ottomila ore di lavoro, costruito circa cento attrezzature e gran parte degli oltre millecinquecento pezzi poi installati sul velivolo.
Circa il 60% degli strumenti che equipaggiano la cabina pilota sono originali (alcuni donati da soci GAVS altri acquistati in Germania) mentre per quelli non trovati è stato scelto di costruire delle repliche, ad esempio il collimatore, in tutto e per tutto simili, nell'aspetto, agli originali.
La livrea verde scuro e le insegne della Squadriglia complementare d'allarme "Montefusco-Bonet" dell'ANR sono state applicate secondo precise indicazioni emesse dall'Ufficio Storico dello Stato Maggiore Aeronautica, ciò per ricordare l'impiego che i G.55 hanno avuto nel corso dell'ultima parte della seconda guerra mondiale.
- Il Ministero dell'università e della ricerca Scientifica, che ha finanziato il GAVS Torino per le spese di acquisto dei materiali, utensilerie prodotti specifici.

## Utilizzatori

### Periodo bellico
Germania
- Luftwaffe

 Italia
- Regia Aeronautica

 Repubblica Sociale Italiana

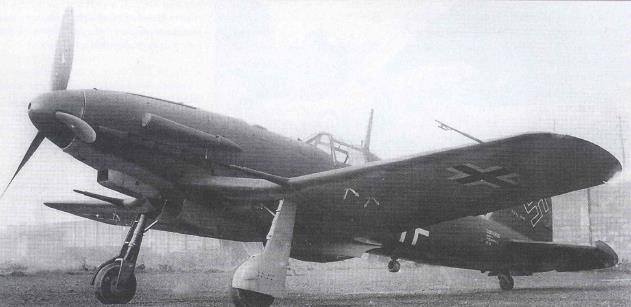
Fiat G.55 con livrea Luftwaffe

- Aeronautica Nazionale Repubblicana

### Periodo postbellico
Argentina
- Fuerza Aérea Argentina

 Egitto
- Royal Egyptian Air Force

 Siria

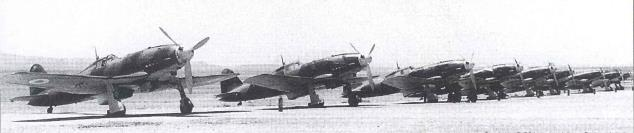
Fiat G.55 in rassegna a Damasco

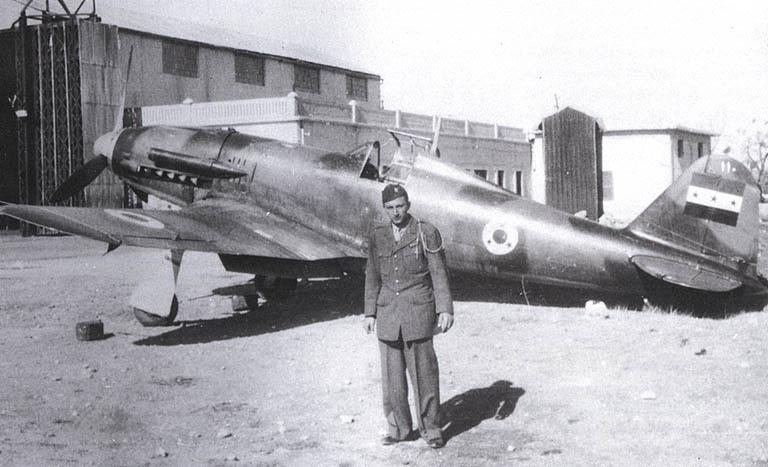
Un G.55 con insegne siriane

- Al-Quwwat al-Jawwiyya al-'Arabiyya al-Suriyya

## Modellismo
Del caccia Fiat esistono svariati modelli nelle varie scale. La loro qualità e reperibilità varia moltissimo, spesso in funzione dell'età del kit.
In scala 1/32, oltre al vacuform della ID Models, esiste il kit della Pacific Coast Models, modello a iniezione moderno, completo di parti in resina, dettagli in metallo fotoinciso e decals per cinque esemplari.
In scala 1/48 e 1/50 esistono vari kit:
- Artiplast scala 1/50 (art. 113), kit in plastica a iniezione risalente agli anni 1970 con decals per un esemplare, riproposto dalla Smer (art. 116) con decals diverse e poi spacciato come scala 1/48 (art. 0802) e riproposto, sempre come scala 1/48 dalla Intech.
- Classic Airframes scala 1/48 (art. 409), kit in plastica a iniezione con tettuccio stampato in vacuform, parti in resina, dettagli in metallo fotoinciso e decals per due esemplari.
- Flying Machines scala 1/48 (art. FM48005), kit in plastica a iniezione con parti in resina, dettagli in metallo fotoinciso e decals, permette di realizzare un velivolo della I serie o uno della variante S, silurante. Dallo stesso stampo la Special Hobby propone la confezione (art. SH48066), kit in plastica a iniezione, dettagli in metallo fotoinciso e decals, senza la stampata relativa alla variante silurante, ma con la fusoliera corretta per la sottoserie 0 e la confezione (art. SH48066), con l'aggiunta di alcuni particolari in resina, per gli esemplari impiegati nel dopoguerra.

In scala 1/72 abbiamo:
- Aliplast (art. 101), kit in plastica a iniezione con decal per quattro esemplari, rappresentò l'esordio della ditta che poi sarebbe diventata Italeri. Il kit è stato riproposto sotto il marchio Italeri e Supermodel, da quest'ultima proposto anche nella variante S, silurante.
- Frog (art. F216), kit in plastica a iniezione con decal per un esemplare, riproposto anche sotto il marchio Revell.
- Special Hobby (art. SH72087), kit in plastica a iniezione, completo di parti in resina, dettagli in metallo fotoinciso e decals per tre esemplari. Riproposto con parti modificate dalla stessa ditta per la sottoserie 0 (art. SH72110) o per la variante B biposto (art. SH72104), e anche dalla Flying Machines (art. FM72003) che permette di realizzare un velivolo della I serie o uno della variante S, silurante.
- Polistil (art. KA1), kit in plastica a iniezione con decal per un esemplare.
- Sword (art. SW72104), confezione contenente due kit completi in plastica a iniezione e un foglio decal per sette esemplari.

### Pubblicazioni
- Nico Sgarlato, I caccia Serie 5, Parma, Delta Editrice, 2009, ISSN 1720-0636 (WC · ACNP).